# Guitarras Lyle
As guitarras Lyle foram fabricadas no Japão entre 1960 até o final dos anos 70, pela fábrica de guitarras Matsumoku que produzia guitarras Univox, Arai, Aria, entre outras.

## História
As guitarras Lyle foram distribuídas nos Estados Unidos unicamente pela L.D. Heater Music Company de Beaverton, Oregon, EUA. Foi sugerido que a companhia Matsumoku manufaturou muitas guitarras com a marca Lyle no Japão de (aproximadamente) 1965 a 1972, até a mesma ser comprada e desativada pela Norlin, companhia-mãe da Gibson na época. Na realidade, a Norlin nunca comprou a Matsumoku, tampouco a desativou. Esse rumor se deve à ação judicial da Gibson (Norlin) contra fabricantes (especialmente a Elger, a distribuidora das guitarras Ibanez exportadas do Japão para os Estados Unidos) que copiavam seu design registrado de headstock "livro aberto". As guitarras distribuídas pela L.D. Heater Music Company não faziam parte da ação judicial. A Matsumoku continuou a manufaturar instrumentos além de 1972. A L.D. Heater Music Company pertencia à Norlin. A Matsumoku, como uma subcontratada da Aria (Arai and Company), manufaturou instrumentos incluindo Epiphone, Skylark, Cutler, Aria, Aria Pro, Aria Diamond e Washburn de 1964 até o meio dos anos 80.

### Sobre a "Ação Judicial"
É uma confusão comum de que a famosa ação judicial da Gibson/Norlin tenha sido feita contra um número de companhias japonesas. Também é comumente dito que ela era a respeito da cópia exata dos designs americanos. Nenhuma é verdade. A ação judicial foi aberta pela Norlin (companhia-mãe da Gibson) contra a Elger/Hoshino (divisão americana da Ibanez) contra o uso do design de headstock "livro aberto" que a Norlin alegava ser uma marca registrada da Gibson. Não era sobre a cópia exata das dimensões do corpo ou construção. Essas guitarras eram métricas e não uma cópia "exata". A ação judicial não foi "vencida" pela Norlin, mas resolvida em acordo extra-judicial. A maioria das companhias japonesas, como em um movimento de precaução, evitaram cópias muito próximas, mas muitas ainda ofereceram sua "versão" dos clássicos designs americanos com, pelo menos, pequenas diferenças em detalhes e aparência. Comumente o termo "lawsuit" é utilizado para encarecer a cópia, aumentar o interesse, ou desconhecimento do que "lawsuit" significou. Na maioria dos casos não é um modelo lawsuit. Parece acontecer muito disso em leilões e anúncios de guitarras on-line. Guitarras podem possuir um preço artificialmente inflacionado e vender por mais do que elas realmente valem. Só por que o anúncio menciona que é um modelo "lawsuit" não significa que realmente é.

## Modelos
- Lyle Explorer
- Lyle 585
- Lyle 630L
- Lyle 680
- Lyle 690-DL
- Lyle 7535
- Lyle 1100-L
- Lyle C-600
- Lyle C-601
- Lyle C-610
- Lyle C-630
- Lyle F-500
- Lyle F-520
- Lyle G-640
- Lyle HR-2 ES-335

- Lyle J-6500
- Lyle L-2O
- Lyle L-24 12 cordas acústica 80405

- Lyle L-5
- Lyle L-50S
- Lyle L-15
- Lyle LEA40
- Lyle Les Paul
- Lyle S-726
- Lyle SG
- Lyle Strat
- Lyle W-300
- Lyle W-400
- Lyle W-415 Dove
- Lyle W-420-12
- Lyle W-430
- Lyle W-445
- Lyle W-460 Hummingbird
- Lyle W-465 Hummingbird
- Lyle W-470 12 cordas
- Lyle W-475 12 cordas
- Lyle W-41
- Lyle W-500
- Lyle W-710
- Lyle Z-535
- Lyle l-260
- Lyle 1203T
- Lyle 1223T
- Lyle 5112
- Lyle 5120 EB-2
- Lyle 5102T
- Lyle A-745

## L.D. Heater Music Company
A história da Alembic instruments de Santa Rosa, California, acende um certo entendimento na história e no modelo de negócios da L.D. Heater Music Company.

"1973 Uma pequena companhia de distribuição de instrumentos em Beaverton, Oregon, a L. D. Heater Music Company, leu o artigo (sobre Equipamento Profissional de Audio) na Rolling Stone, e isso causou interesse suficiente para pegar uma pequena viagem a São Francisco. Eles queriam discutir cobre a possibilidade de a Alembic fabricar uma forma de instrumento mais padronizada, que eles poderiam entregar aos seus distribuidores. A L. D. Heater Music era de propriedade da Norlin Inc.. A Norlin era sediada em Illinois e dona da Gibson, Maestro, Epiphone e outras companhias relacionadas ao ramo musical. Nós negociamos um acordo de distribuição exclusivo por um período limitado. Eles me deram a ordem de encomenda que eu solicitei, e esse foi o começo da fabricação de instrumentos de alto padrão para a Alembic e a indústria da música como um todo."